# Društvo hrvatske mladeži Zemuna
Društvo hrvatske mladeži Zemuna, kulturno-športska ustanova Hrvata iz Zemuna.

## Organizacija
Društvo ima glazbenu, športsku i glumačku sekciju. Cilj je preko sprovođenja isplaniranih aktivnosto omogućiti obogaćivanje socijalnog života mladih kroz druženje, informiranje, edukaciju, komunikaciju i međusobno povezivanje s drugim mladim Hrvatima iz ostalih sredina. Organiziraju proslave Dana državnosti Republike Hrvatske u Beogradu koje počinju sv. misom za Domovinu, a nastavljaju se prigodnim programom. Upisuju Hrvate u posebni popis birača, a, nakon nedovoljnog broja upisanih, angažiralo se u prikupljanju glasova za elektore. Društvo u studenome organizira proslave obljetnice Društva, prigodni malonogometni turnir te petkom redovito okupljanje mladeži.

## Povijest
Osnovana je 25. studenoga 2007. godine.  Glazbena i glumačka sekcija nastupaju uglavnom povodom crkvenih blagdana. Glazbena je prigodno nastupila na prvoj obljetnici. Povodom svojih obljetnica, Društvo organizira malonogometne turnire na kojima sudjeluju ekipe gotovo svih hrvatskih udruga iz Srijema, kao i ekipa Hrvatskog veleposlanstva u Beogradu, ekipa DSHV-a iz Subotice te ekipa domaćina. Članovi su uredili vlastitu knjižnicu i na otvorenju knjižnice nazočni su bili predstavnici Nacionalne i sveučilišne knjižnice iz Zagreba koji su im tom prigodom poklonili 101 knjigu hrvatskih nakladnika. Društvom od osnivanja predsjedava Miroslav Lečer i Petar Dujić.

## Vanjske poveznice
- Hrvatska riječ Sportski susret i druženje